# Sauromys petrophilus
Sauromys petrophilus är en fladdermusart som först beskrevs av Roberts 1917.  Sauromys petrophilus är ensam i släktet Sauromys som ingår i familjen veckläppade fladdermöss. Tidvis listades arten i släktet Mormopterus.
Inga underarter finns listade i Catalogue of Life. Wilson & Reeder (2005) skiljer mellan fem underarter.
Denna fladdermus förekommer i södra Afrika. Utbredningsområdet för den första populationen sträcker sig från sydvästra Angola över västra Namibia till sydöstra Sydafrika. Den andra populationen finns från västra Moçambique över östra Zimbabwe, södra Botswana och norra Sydafrika till västra Sydafrika där den träffar den första populationen. Arten vistas i regioner som ligger 100 till 2000 meter över havet. Sauromys petrophilus behöver klippor där den kan vila i bergssprickor eller mindre grottor.
Arten blir 50 till 85 mm lång (huvud och bål), har en 30 till 45 mm lång svans och väger 9 till 22 g. Fladdermusens vingspann är oftast 250 till 270 mm. Pälsen har på ryggen en gråbrun till mörk oliv färg och buken är ljusare i samma färg. I motsats till släktet Platymops har arten inga vårtor på underarmen och ingen säckliknande körtel vid strupen. Däremot är den andra premolara tanden bra utvecklad. Sauromys petrophilus skiljer sig från släktena Tadarida och Mormopterus genom en flatare skalle och genom öronens position på huvudet. De har bland annat större avstånd från varandra.
Vid viloplatsen hittas vanligen mindre grupper med upp till fyra individer. Arten flyger ofta över vattenansamlingar och den jagar olika insekter. Byten jagas med hjälp av ekolokalisering.
Det vetenskapliga släktnamnet är sammansatt av sauros (ödla) och mys (mus). Artepitet petrophilus betyder "älskar klippor".
Regionala populationer hotas av skogsröjningar. Hela populationen bedöms som stor. IUCN listar arten som livskraftig (LC).